# Alessandro Carlini
Alessandro Carlini (Rimini, 11 luglio 1919 – ...) è stato un calciatore italiano, di ruolo difensore e centrocampista.

## Caratteristiche tecniche
Impiegato a inizio carriera come mezzala, ha successivamente arretrato la propria posizione come mediano, centromediano e a fine carriera come terzino.

## Carriera
Dopo aver esordito con il Dopolavoro Ferroviario Rimini, milita nel Forlimpopoli, in Serie C, e nel 1939 viene ingaggiato dal Bari, in Serie A.

### Bari
Con i galletti, sotto la guida di Raffaele Costantino, esordisce in Serie A il 18 febbraio 1940 nello 0-0 contro l'Ambrosiana; nella sua prima stagione colleziona 3 presenze senza reti. A partire dal campionato di Serie B 1941-1942 diventa stabilmente titolare nella formazione pugliese, con cui disputa complessivamente 8 campionati di Serie A e uno di Serie B risultando, con 236 gare giocate, l'ottavo calciatore di tutti i tempi per numero di presenze in maglia biancorossa; inoltre, con 179 presenze nella massima serie, è il giocatore barese con il maggior numero di presenze in Serie A. Lascia il Bari solamente nel 1944 per una breve interruzione in cui, riavvicinatosi a casa temporaneamente, torna al Forlimpopoli disputando 12 partite gare nel Campionato Alta Italia 1944.
Torna a Bari nel 1945, e contribuisce al primo posto dei pugliesi nel girone centromeridionale del campionato 1945-1946.

### SPAL
Rimane al Bari fino al 1950 quando, dopo la retrocessione in Serie B, va alla SPAL di Paolo Mazza: qui compone con Raffaele Guaita la coppia di terzini titolari della squadra che per la prima volta viene promossa in Serie A. Viene riconfermato anche per il successivo campionato, nel quale la formazione ferrarese ottiene il nono posto.

### Lucchese, Minatori Perticara e Rimini
Nel 1952 Carlini lascia la SPAL e passa alla Lucchese per una stagione in Serie B. Conclude la carriera scendendo in IV Serie, con due annate nel Minatori Perticara (formazione della Valmarecchia), prima di passare al Rimini, in Promozione, dove chiude nel 1956 a 37 anni con il calcio.
Carlini ha giocato complessivamente 229 partite in Serie A e 84 in Serie B.

## Palmarès

### Club

#### Competizioni nazionali
- Campionato italiano di Serie B: 2

Bari: 1941-1942
SPAL: 1950-1951